# Вальстанья
Вальстанья (італ. Valstagna, вен. Valstagna) — муніципалітет в Італії, у регіоні Венето, провінція Віченца.
Вальстанья розташована на відстані близько 450 км на північ від Рима, 75 км на північний захід від Венеції, 37 км на північ від Віченци.
Населення — 1829 осіб (2014).

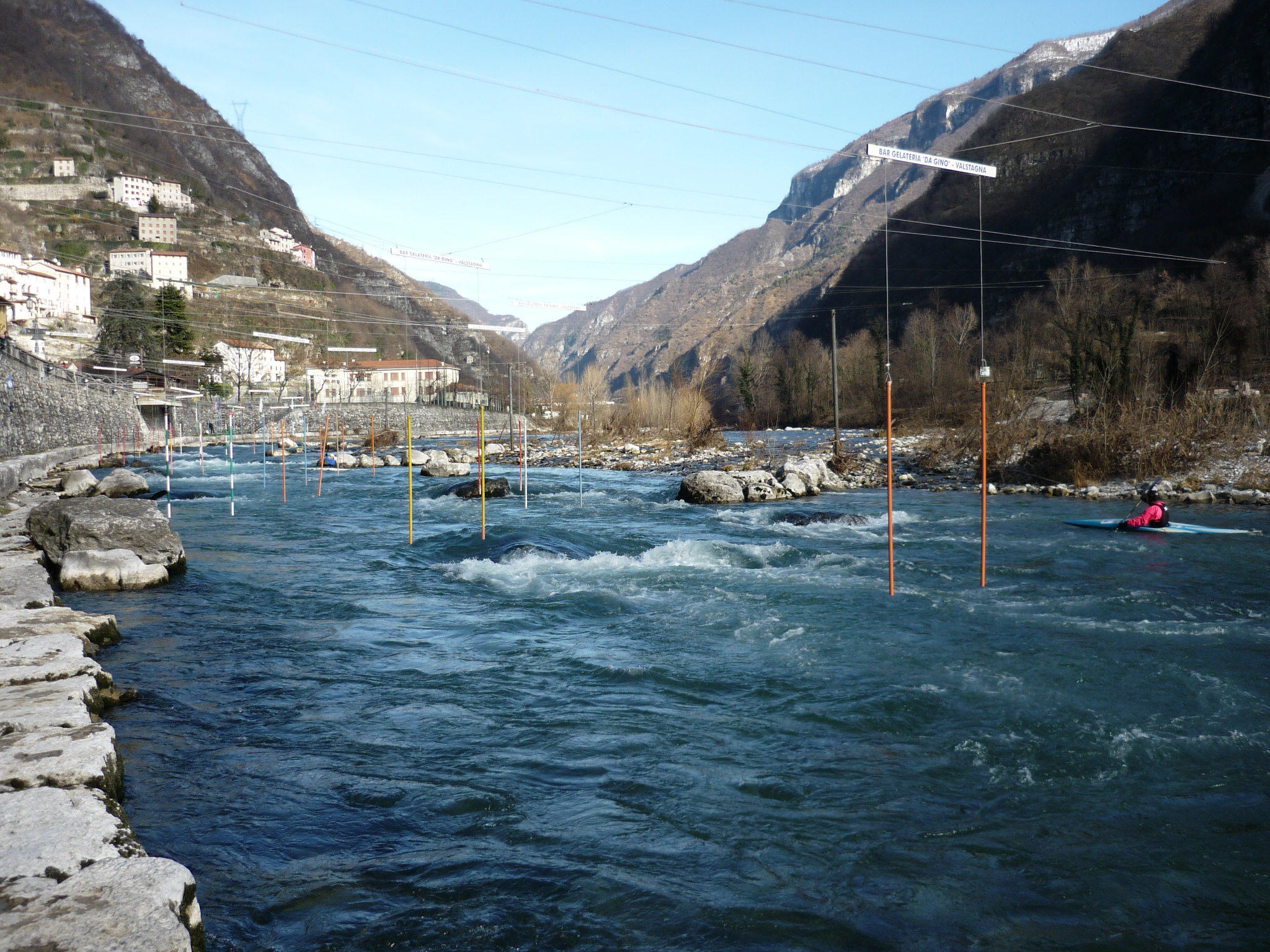

Щорічний фестиваль відбувається 17 січня. Покровителі — святий Антоній Великий.

## Демографія
Населення за роками:

Станом на 31 грудня 2014 року в муніципалітеті офіційно проживало 105 іноземців з 20 країн, серед них 19 громадян країн Євросоюзу та 4 громадяни України.

## Сусідні муніципалітети
- Азіаго
- Камполонго-суль-Брента
- Чизмон-дель-Граппа
- Конко
- Енего
- Фоца
- Сан-Нацаріо